# Marten Koopmans
Marten Folkert Koopmans (Lemmer, 11 augustus 1939 – Leeuwarden, 7 oktober 2024) was een Nederlands politicus van het CDA.
Na de mulo begon hij op 17-jarige leeftijd zijn carrière als volontair op het gemeentehuis in zijn geboorteplaats. Na vervulling van zijn dienstplicht keerde hij daar nog kort terug. Vervolgens werkte hij bij de gemeente Gaasterland en rond 1965 stapte hij over naar de gemeente Leeuwarden. In Leeuwarden was Koopmans hoofd van de afdeling sociale zaken en welzijnsaangelegenheden toen hij eind 1978 de directeur werd van de Bestuursschool Friesland (in 1975 hernoemd tot de L. Rasterhoffschool) en na de fusie in 1990 was hij nog kort directeur van de Bestuursschool Noord-Nederland. 
Medio 1990 werd Koopmans in Leeuwarden wethouder van onder meer financiën. In februari 1993 volgde zijn benoeming tot burgemeester van Wymbritseradeel wat hij tot 2001 zou blijven. Later dat jaar werd hij de waarnemend burgemeester van Bolsward ter tijdelijke vervanging van de zieke Allard Schuilenga. In oktober 2003 werd hij daar opgevolgd door Willemien Vroegindeweij. Hierna was hij nog onder meer betrokken bij het bestuur van de Fryske Akademy.
Koopmans overleed op 85-jarige leeftijd.